# Cuci, Mureș
Cuci (în maghiară Kutyfalva, în germană Kokt) este satul de reședință al comunei cu același nume din județul Mureș, Transilvania, România.

## Localizare
Localitate situată pe râul Mureș și pe drumul european E60 Târgu Mureș - Cluj-Napoca.

## Istoric
Satul Cuci este atestat documentar în anul 1410.
Pe Harta Iosefină a Transilvaniei din 1769-1773 (Sectio 141), localitatea a apărut sub numele de „Kutyfalva”.

## Clădiri istorice
- Biserică reformată din secolul al XV-lea (turnul a fost adăugat în 1835).
- Castelul Degenfeld, cu parc (secolul al XIX-lea).
- Biserica de lemn „Sf. Arhangheli Mihail și Gavriil” (1835).

## Obiectiv memorial
Groapa comună a Eroilor Români din Al Doilea Război Mondial este amplasată în curtea bisericii ortodoxe din localitate. A fost amenajată în anul 1944 și are o suprafață de 3,4 mp. În această groapă comună sunt înhumați 16 eroi. 

## Economie
- Centrală termoelectrica (800 MW), intrată în funcțiune în 1963.
- Fermă de creștere a porcilor.
- Culturi de cereale, sfeclă de zahăr, tutun, legume.
- Pomicultură (nuci, meri).

## Populație
Conform Recensământului din anul 2022 populația localității era de 774 locuitori în creștere față de cei 769 locuitori înregistrați la ultimul recensământ.

## Personalități
S-au născut sau au trăi în localitatea Cuci:
- Kata Szidónia Petrőczy⁠(en)[traduceți] (1659-1708), prima femeie scriitoare din perioada barocului din Ungaria, reprezentantă a prozei barocului

## Galerie de imagini

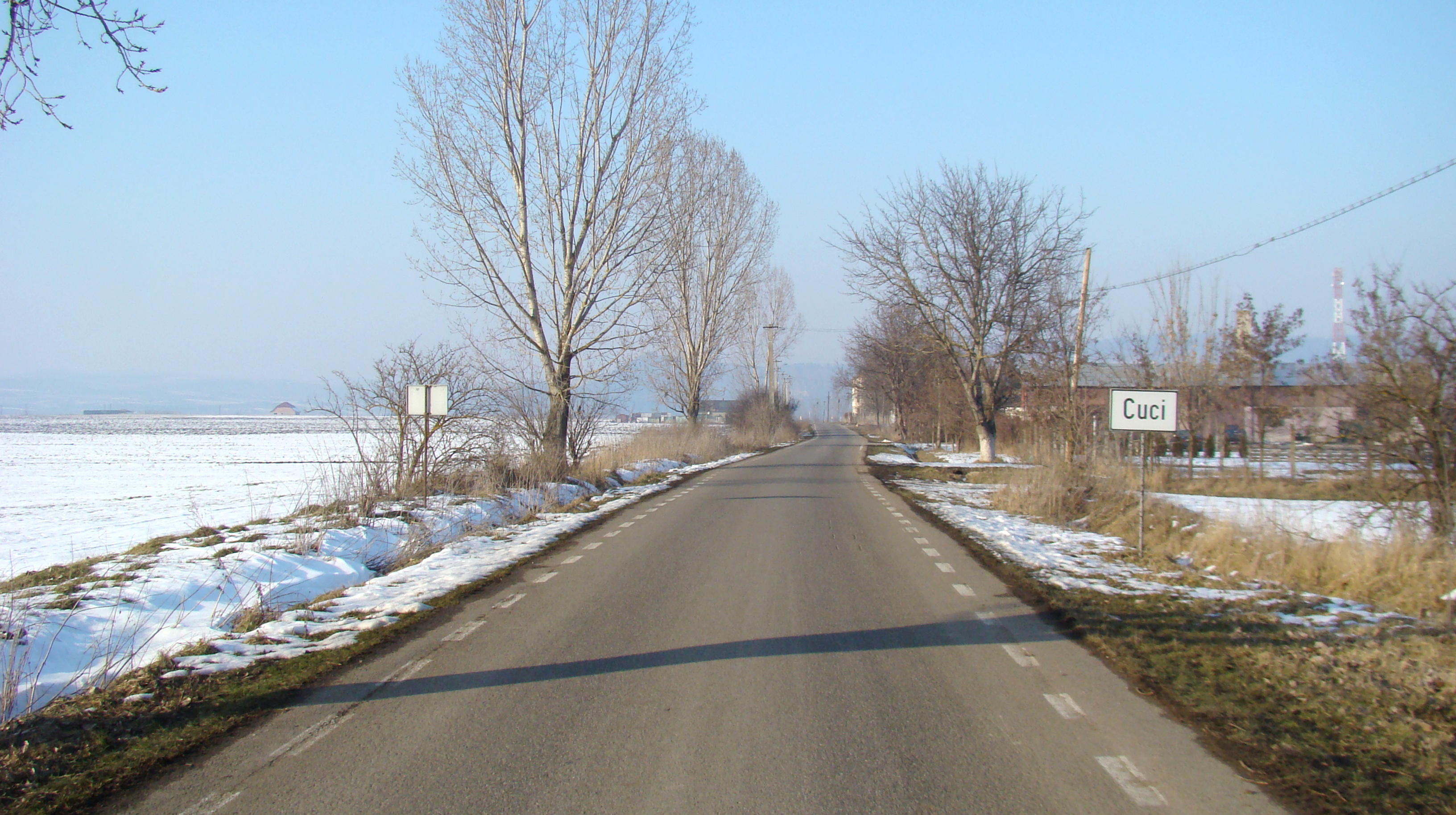
Intrarea în localitate dinspre Petrilaca
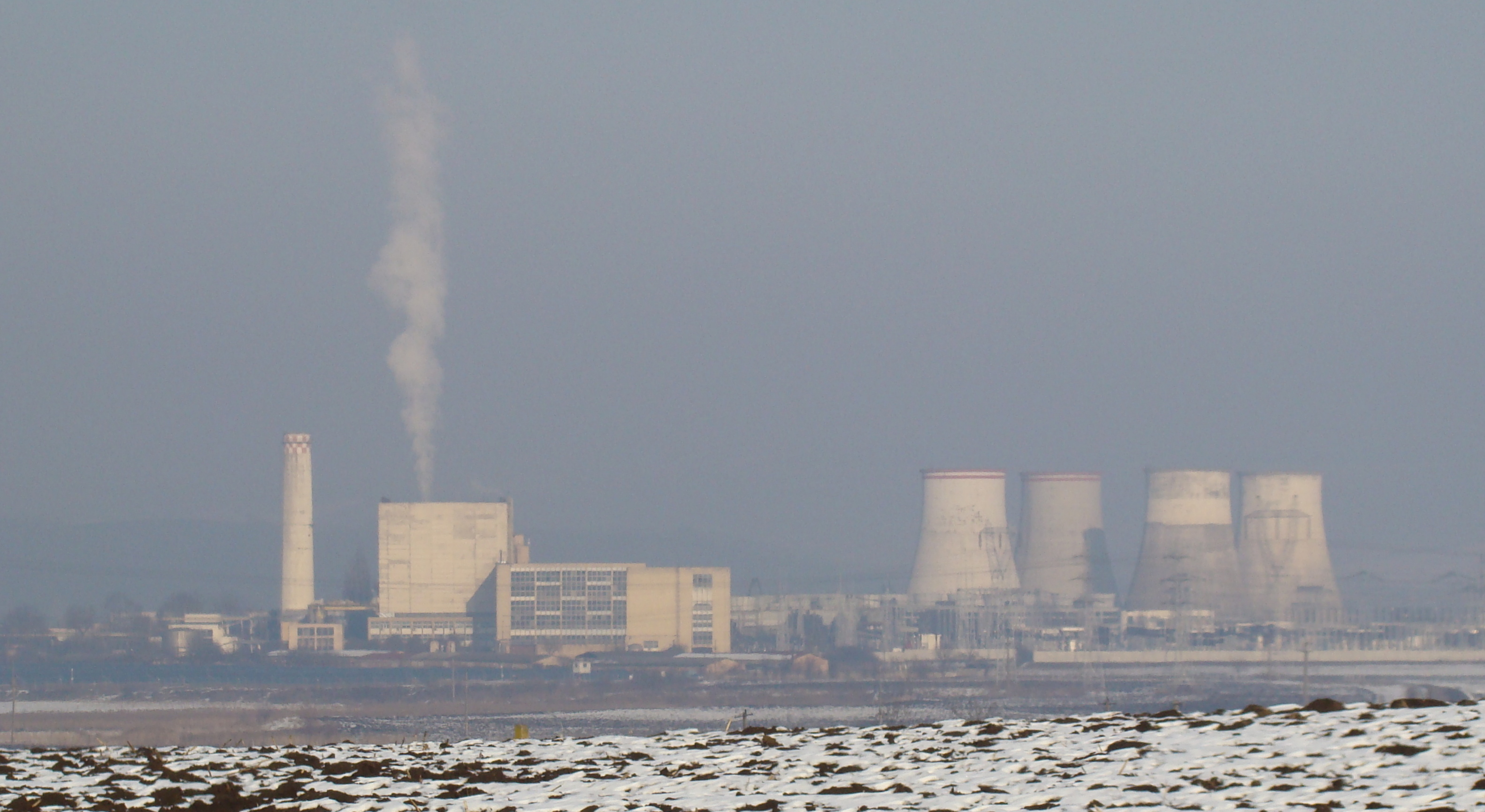
Termocentrala
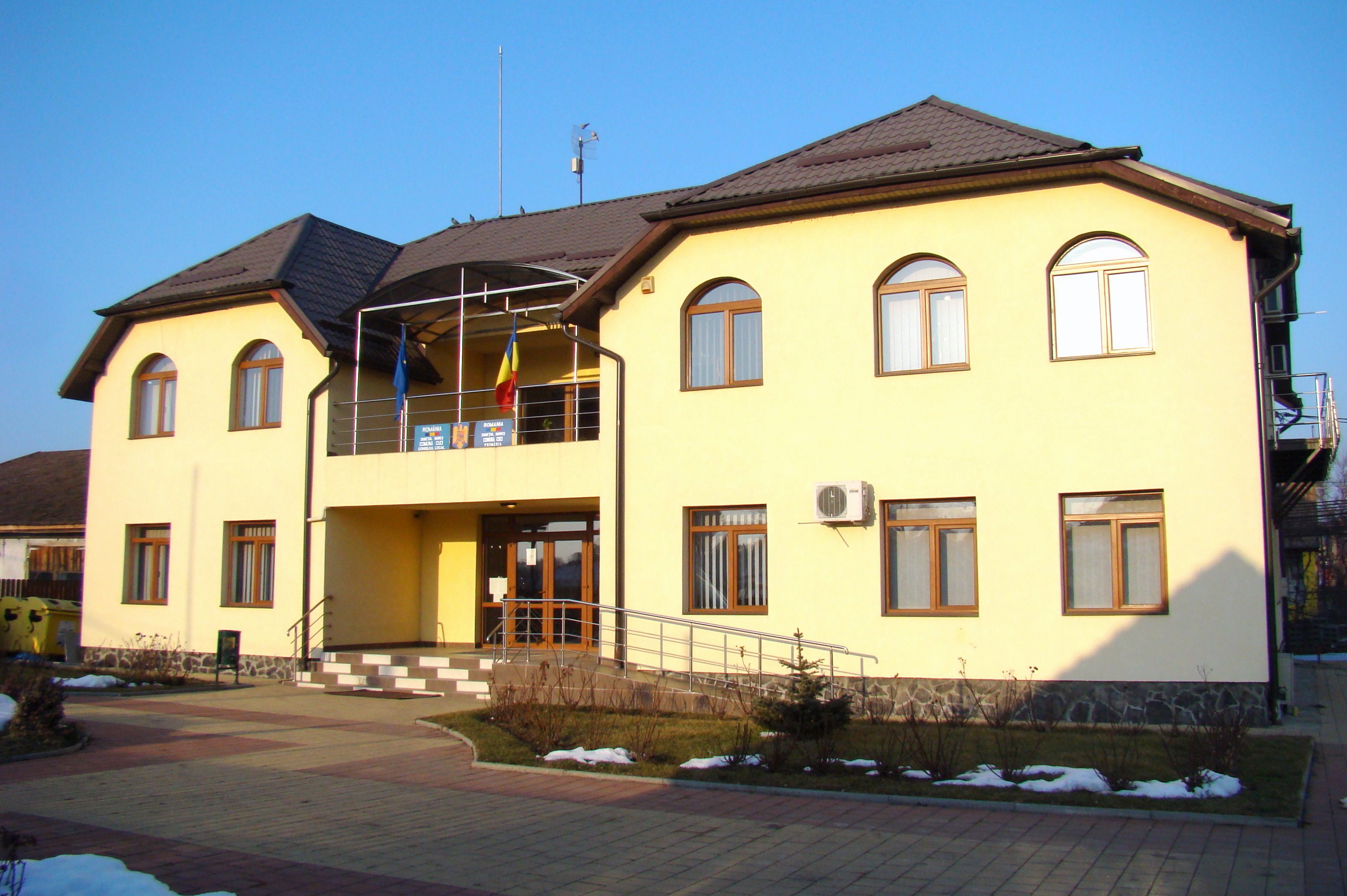
Primăria comunei Cuci
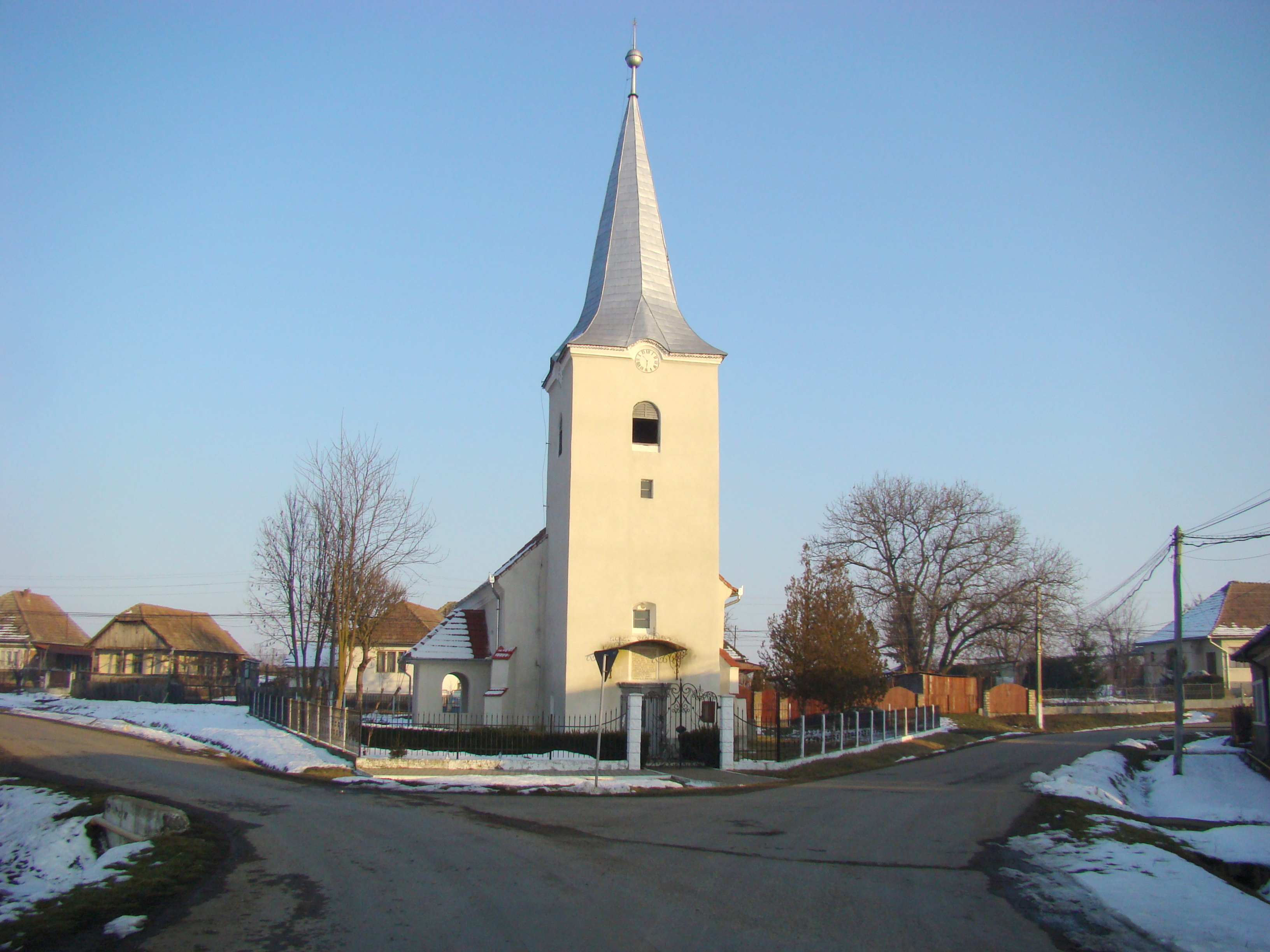
Biserica reformată (monument istoric)
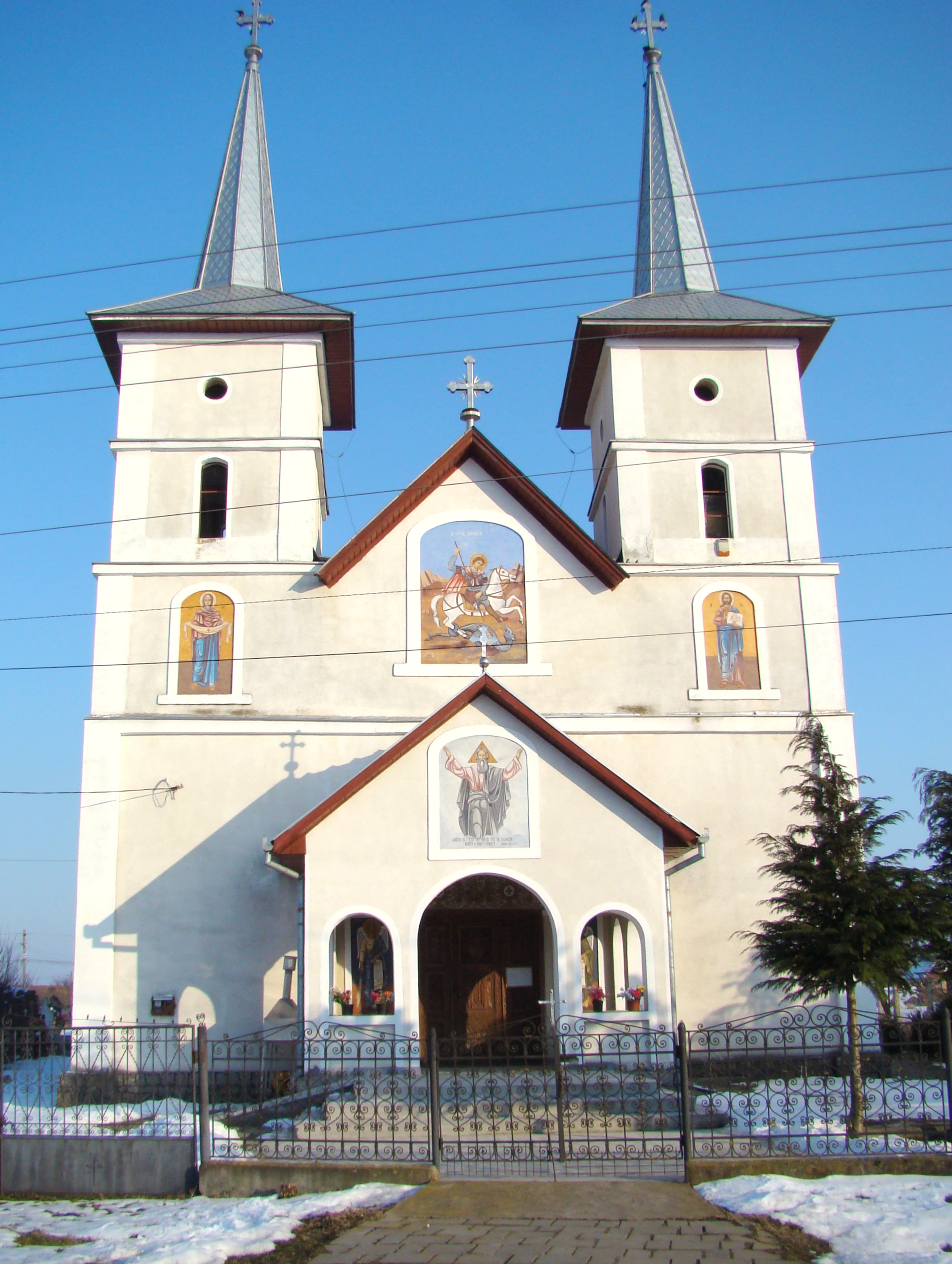
Biserica ortodoxă
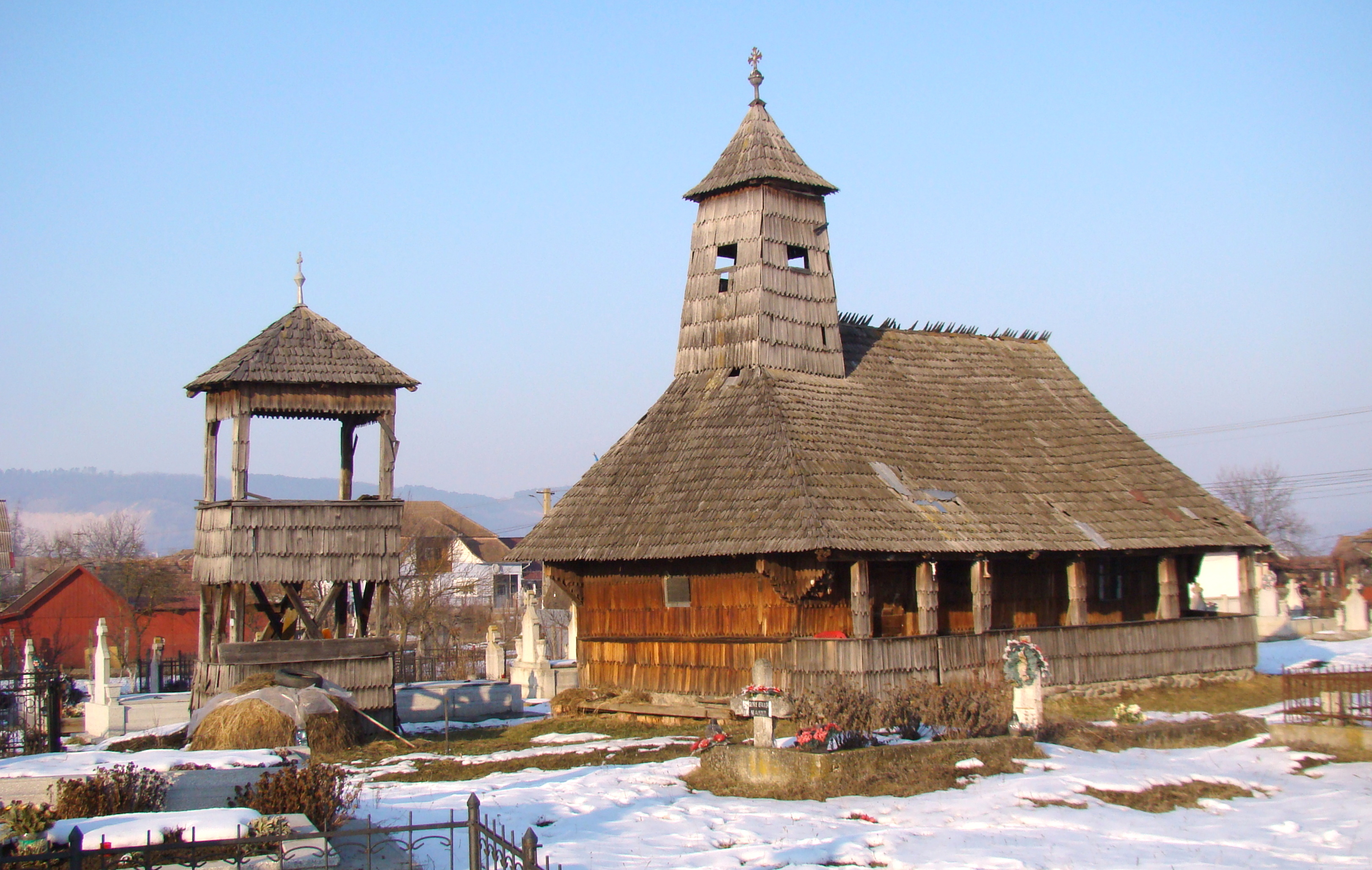
Biserica de lemn (monument istoric)
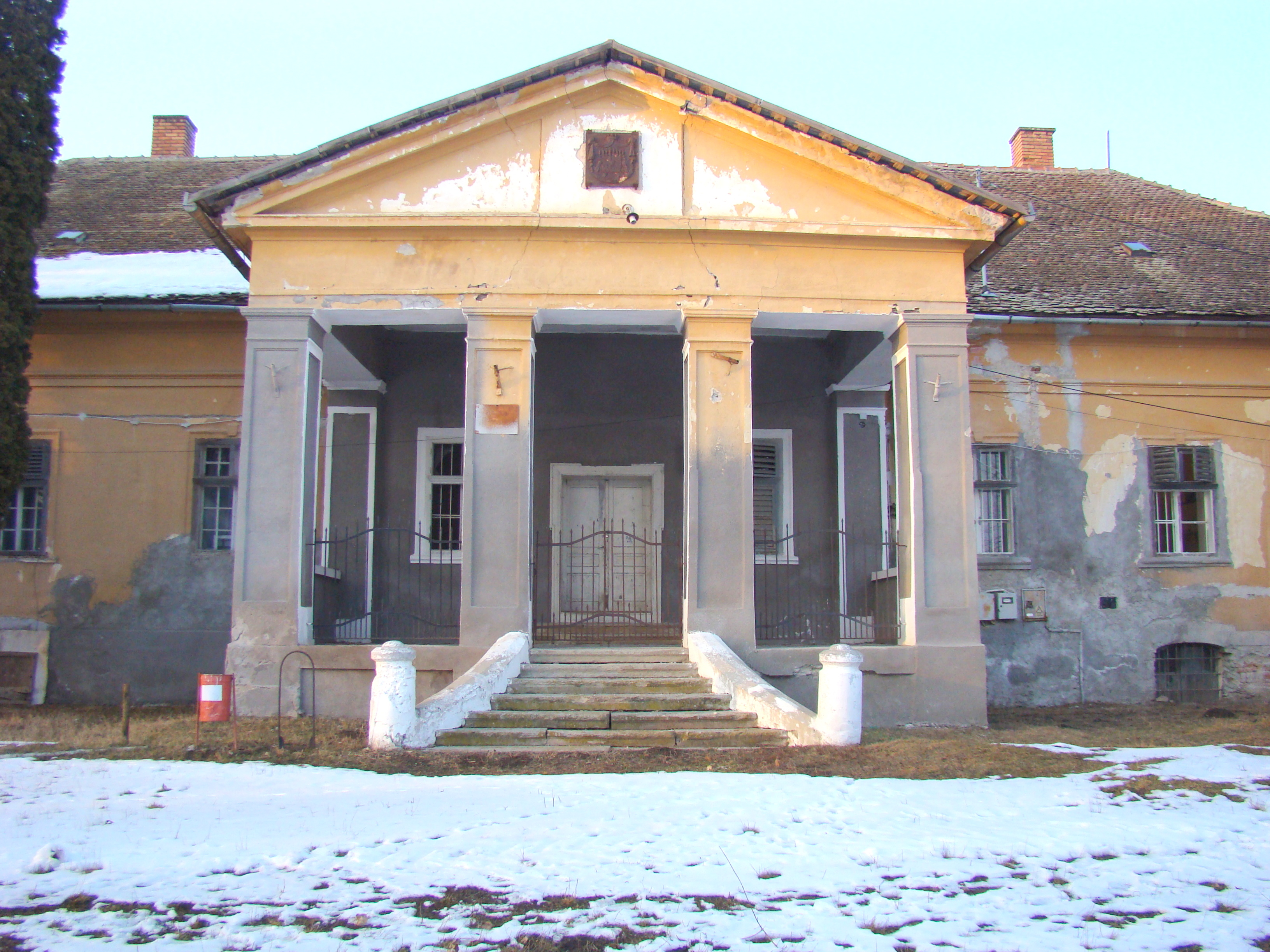
Castelul Degenfeld (monument istoric)
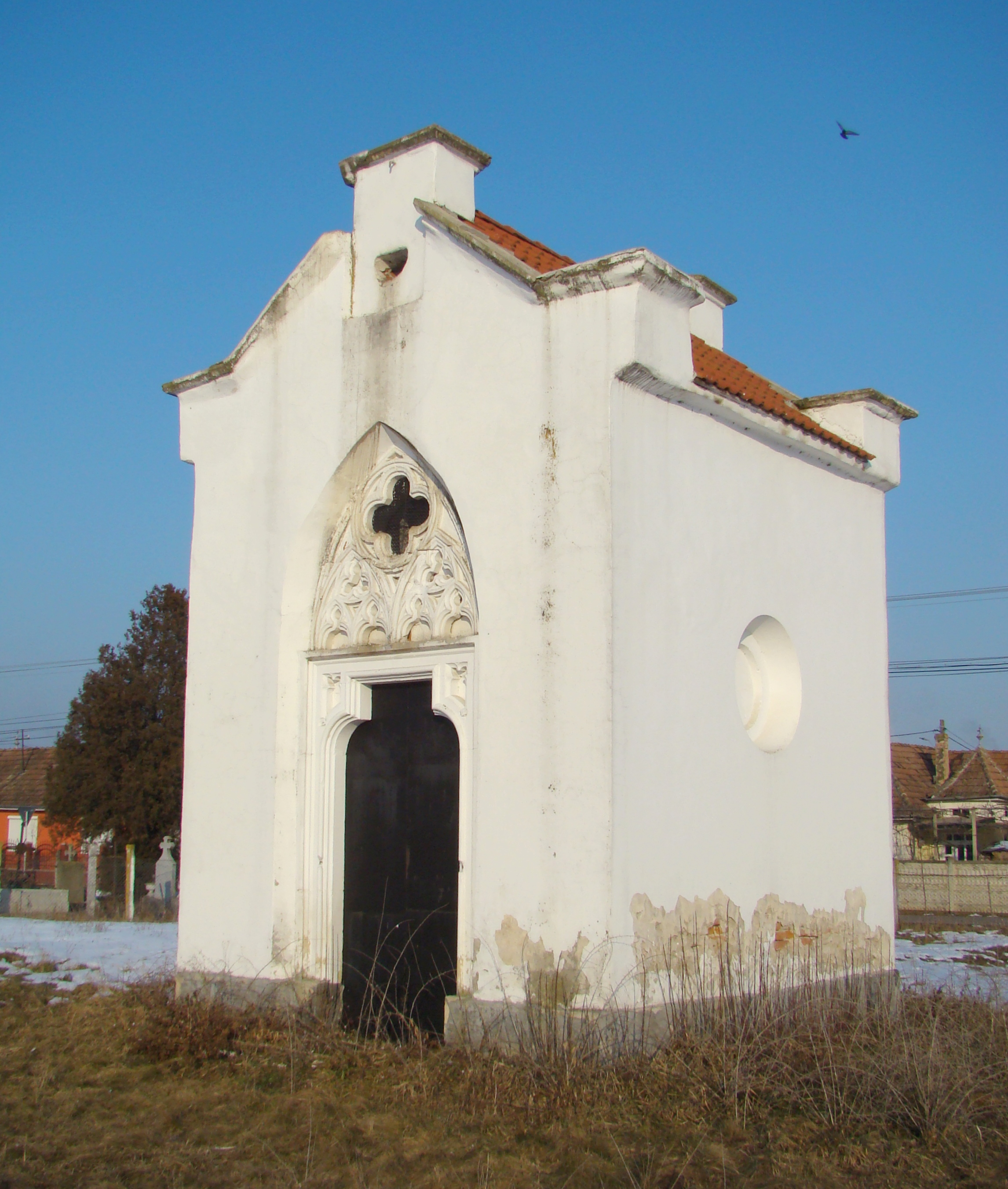
Cripta Degenfeld (monument istoric)